# Margaret Geller
Margaret Joan Geller (Ithaca (New York), 8 december 1947) is een Amerikaanse astrofysicus van het Harvard-Smithsonian Center of Astrophysics (CfA). Samen met John Huchra en haar team onderzocht ze de roodverschuivingen en daarmee ook de afstanden tot de aarde van meer dan 18.000 sterrenstelsels. Op die manier bracht het team voor het eerst de groteschaalstructuur van het heelal in beeld. Het leverde een driedimensionaal beeld op van het heelal waarbij onder meer duidelijk werd dat sterrenstelsels samenclusteren rond enorme superholtes. In 1989 ontdekten ze bij hun onderzoek de Grote Muur, een van de grootste structuren in het heelal. 
Geller is medeontdekker van de hypersnelle sterren en onderzoekt de implicaties van deze ontdekking om meer te weten te komen over de materieverdeling in de halo van de Melkweg en de evolutie van het zwarte gat in het centrum van de Melkweg. Het ligt in de lijn van haar onderzoek naar het ontstaan en de ontwikkeling van de verschillende patronen en fenomenen die zich in het universum manifesteren. Daarbij bestrijkt haar onderzoek terreinen als de structuur van de Melkweg, de ontwikkeling van subclusters en clusters van sterrenstelsels, gebieden van stervorming, tot het in kaart brengen van de verdeling van de donkere materie in het heelal. 
Geller maakte een aantal films voor het populariseren van haar wetenschappelijk werk. In een 8 minuten durende video Where the Galaxies Are, maakte ze in 1989 een “reis” door het heelal, gebaseerd op haar eigen observaties. 
In 2010 ontving Geller de James Craig Watson Medal.